# 雨に唄えば (曲)

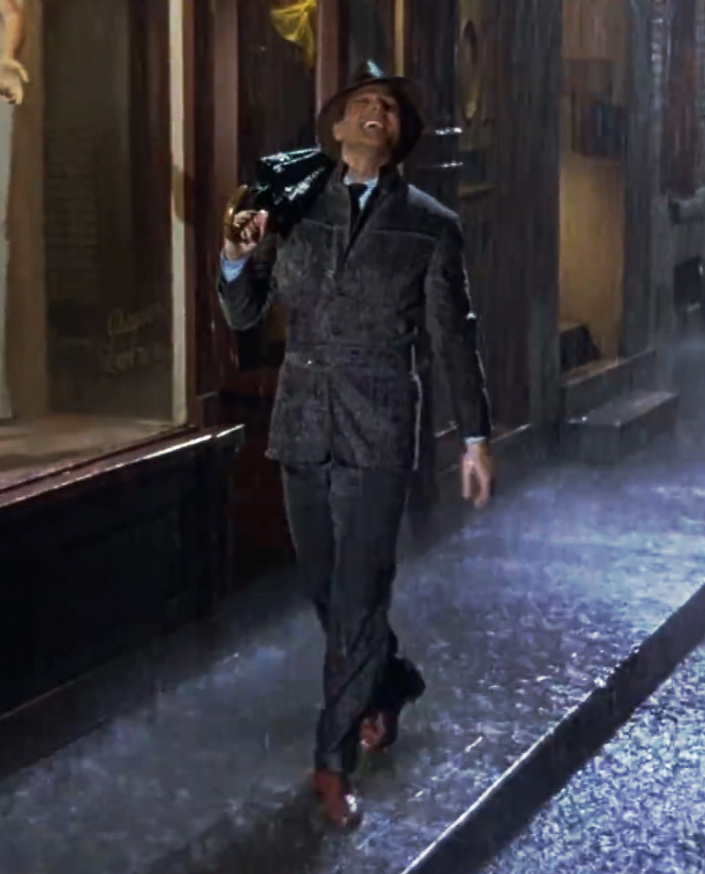
1952年の同名映画でのジーン・ケリー歌唱シーン

『雨に唄えば』（あめにうたえば、原題：Singin' in the Rain）は、アーサー・フリード作詞、ナシオ・ハーブ・ブラウン作曲によるアメリカ合衆国のポピュラーソング。
1929年公開の映画『ハリウッド・レヴィユー』で紹介されて以降、1952年の同名映画を筆頭に多くのアーティストによって歌われている。

## 解説

### 製作背景・リリース
本曲の初公開時期は不明瞭である。現在ではリリースや著作権登録が行われた1929年の楽曲と扱われているが、元々は1928年（1927年とも）にブロードウェイのハリウッド・ミュージック・ボックス・シアターで開催されたステージ『ハリウッド・ミュージック・ボックス・レビュー』の演目のために作られ発表されたといい、同レビューの出演者だったダンサーのドリス・イートン・トラヴィスと8人の男性による合唱で初めて歌われたとされる。
1929年、映画『ハリウッド・レヴィユー』で本曲が使われ初リリースされた。この映画ではクリフ・エドワーズが歌い、発売されたレコードはポップチャートで3週1位を記録。楽譜の売り上げも良く、以来、本曲はスタンダード・ナンバーとなり多くのアーティストにカバーされた。

### 映画
1952年、作詞したアーサー・フリードの提案から、この曲を翻案し主題歌ともなった同名のミュージカル映画が公開された。雨の中で本曲を歌い踊るジーン・ケリーのパフォーマンスは映画史に残る名場面となり、AFIがアメリカ映画で使われた曲から選んだベスト100曲のリスト『アメリカ映画主題歌ベスト100』では3位を獲得した。そのため、本曲は同作のために書かれたと間違われることもある。
作詞者フリードが後にMGMミュージカル映画の名プロデューサーとして名をはせたこともあり、アンソロジー映画『ザッツ・エンターテインメント』冒頭でこの曲が紹介されるなど、同社のミュージカル作品を象徴する曲としても知られる。

### その他
この曲は32小節のコーラスの前に歌詞があり、当時一般的だった内部ブリッジが含まれているのではなく、曲を開始からブリッジのコーラスが繰り返される前に24小節の歌詞が続くという、当時としては珍しい形態をしている。
日本の百貨店などでは、外で雨が降り出したことを店内に知らせるためのBGMとして用いられている場合がある。

## 主なカバー
- アネット・ハンショウ（1929年）
- ボブとアルフ・ピアソン（1929年）
- フランシスコ・カナロ オーケストラ[7]（1929年）
- ディーン・マーティン（1950年）- バラエティ番組「The Colgate Comedy Hour」内で披露。
- ジョン・セリー・シニア（1954年）
- アダム・フェイス（1960年）
- 榎本健一[8]（1960年）- 日本語に訳詩したものを発表。アルバム「甦るエノケン・榎本健一大全集」に収録。
- ビング・クロスビー、ローズマリー・クルーニー[9]（1961年）- ラジオ番組で使用するため録音。その後、いくつかのクロスビーのアルバムにこの音源が収録。
- サミー・デイヴィスJr.（1974年）
- シェイラ（1978年）ディスコアレンジを発表。
- レイフ・ギャレット[10]（1979年）- アルバム「SameGoesforYou」内に収録。
- タコ[11]（1982年）
- ジェイミー・カラム（2003年）- アルバム「Twentysomething 」に収録。
- モーカム&ワイズ（2007年）
- セス・マクファーレン[12]（2009年）- BBCプロムスにて歌唱。
- ジェイミー・カラム（2009年）
- 少女時代（2009年・2010年）- 1stアジアツアー「Into the New World」にて披露。
- ウエストライフ（2010年）- コンサートツアーの休憩時間に歌われた。
- 山崎育三郎[13]（2019年）- カバー・アルバム「MIRROR BALL'19」に収録。日本語詞は高平哲郎。
- ダイアナ・クラール[14]（2020年）- アルバム「This Dream of You」に収録。

その他
- カート・ブラウニング - フィギュアスケートの演目として、ブラウニングの作品を代表するのがこの曲である。

### リミックス版
2005年8月、ミント・ロワイヤルによるリミックス版がシングルとしてリリースされ、全英シングルチャートで最高位20位を記録した。
2008年、公開オーディション番組『ブリテンズ・ゴット・タレント』にて、当時無名のダンサーだったジョージ・サンプソンにて本曲を使用したため、同年には英国のiTunesトップ100で1位になった。また、同年6月1日には全英シングルチャートに28位と再浮上し、翌週には1位を記録。45,987部を売り上げた。
| チャート (2005年)   | 最高位 |
| ------------------- | ------ |
| UK シングルス (OCC) | 20     |

| チャート (2008年)   | 最高位 |
| ------------------- | ------ |
| UK シングルス (OCC) | 1      |
| アイルランド (IRMA) | 3      |

## 主な使用作品
※初期のMGM製作のミュージカル映画には多く使用されている。1952年の同名映画は除外。
- ハリウッド・レヴィユー（1929年）- 実質的に初出となった作品。
- 上海からの船（1930年）[20]
- 盗んだ結婚（1930年）[20]
- 結婚双紙（1930年）[20]
- キートンの歌劇王（1932年）[20]
- 魔の家（1932年）[20]
- 青春一座（1939年）
- ベーブ・ルース物語（1948年）
- 北北西に進路を取れ（1959年）- ケーリー・グラントがこの曲をハミングするシーンがある。
- 時計じかけのオレンジ（1971年）映画版でグロテスクなパロディーがある。
- エル・チャプリン・コロラド（1978年）
- フェーム（1980年）
- ペニーズ・フロム・ヘブン（1981年）
- ピンク・パンサーX（1982年）- クルーゾー警部が歌うシーンがある。
- スラッガーズ・ワイフ（1985年）
- ザ・ギャンブラー（1985年）
- 夜霧のマンハッタン（1986年）
- ダイ・ハード（1988年）- マイケル・ケイメン作曲の劇中音楽に組み込まれた。
- おつむて・ん・て・ん・クリニック（1991年）
- 天才執事ジーヴス（1991年）
- レオン（1994年）
- フレンズ（1995年）
- GODZILLA（1998年）
- シャンハイ・ナイト（2003年）
- ロボッツ（2005年）
- 潜水服は蝶の夢を見る（2007年）
- 空の境界（2008年）- 劇中にて、雨の中この音楽を口ずさむシーンがある。
- glee/グリー（2010年）- リアーナの曲「アンブレラ」とのマッシュアップで歌われた。
- フィニアスとファーブ（2011年）
- バビロン（2022年）